# Marián Kovačócy
Marián Kovačócy (Trnava, Checoslovaquia, 17 de septiembre de 1984) es un deportista eslovaco que compite en tiro, en la modalidad de tiro al plato.
Ganó dos medallas en el Campeonato Mundial de Tiro, en los años 2009 y 2023, en la prueba de foso.
Participó en dos Juegos Olímpicos de Verano, en los años 2016 y 2020, ocupando el octavo lugar en Tokio 2020, en la prueba de foso mixto.

## Palmarés internacional
| Campeonato Mundial | Campeonato Mundial  | Campeonato Mundial | Campeonato Mundial |
| Año                | Lugar               | Medalla            | Prueba             |
| ------------------ | ------------------- | ------------------ | ------------------ |
| 2009               | Maribor (Eslovenia) | Medalla de oro     | Foso               |
| 2023               | Bakú (Azerbaiyán)   | Medalla de plata   | Foso               |